# An appendix
An appendix (abreviado Appendix (Herbert).) es un libro con ilustraciones y descripciones botánicas que fue escrito por el botánico, poeta, y clérigo inglés William Herbert. Fue publicado en Londres en el año 1821 con el nombre de An appendix: [General index to the Botanical magazine, vol. 43-48 containing a treatise on bulbous roots] By William Herbert with plates.